# Biometri
Biometri (oldgræsk: bios liv, metron måle) er en metode til at identificere en person ud fra specifikke kendetegn, såsom fingeraftryk, iris, håndens blodkar, gangart og ansigtstræk. Biometriske teknologier bliver brugt til at måle og analysere karakteristika knyttet til menneskers fysiologi eller adfærd med henblik på at be- eller afkræfte en persons identitet. Populært sagt har autentifikation traditionelt været enten noget man ved (fx en PIN-kode til et Dankort) eller noget man har (et kørekort, et pas eller en nøgle). Med biometri bliver autentifikation derimod noget man er.
Det er muligt at opdele de biometriske teknologier i to hovedkategorier – teknologier baseret på henholdsvis fysiologiske karakteristika og adfærd.  

## Teknologier baseret på fysiologiske karakteristika
- Fingeraftryks-genkendelse
- Ansigtsgenkendelse
- Hånd-scanning
- Iris-genkendelse
- Retina-scanning
- Vene-scanning
- Øreforms-analyse
- Hjernebølge-analyse
- Lugt-analyse
- DNA

## Teknologier baseret på adfærd
- Signatur-analyse
- Tastedynamik
- Stemme-analyse
- Gang-analyse

## Biometri sikkerhed
Biometri sikkerhed kan afhængig af udstyrets kvalitet, give mere eller mindre sikkerhed. Biometri sikkerhed bør kombineres med anden sikkerhedsteknologi, når høj sikkerhed ønskes.
I 2018 viste en test at 42 ud af 110 smartphones med aktiveret ansigtsgenkendelse, kunne oplåses med et fotografi.
I 2017 blev en Samsung-irisskanner snydt af et foto og en kontaktlinse.
I 2013 blev Apples touchid med (mere eller mindre) besvær omgået.
I 2004 viste en svensk ingeniør, at man med lidt snilde kan kopiere fingeraftryk og anvende de falske fingeraftryk til at omgå sikkerhedssystemer.